# Neotrichoppia adanata
Neotrichoppia adanata är en kvalsterart som beskrevs av Iturrondobeitia och Saloña 1988. Neotrichoppia adanata ingår i släktet Neotrichoppia och familjen Oppiidae. Inga underarter finns listade i Catalogue of Life.